# ميغيل لوكاس توماس
ميغيل لوكاس توماس (بالإسبانية: Miguel Lucas Tomás)‏ هو طبيب إسباني، ولد في 13 سبتمبر 1937 في مرسية في إسبانيا.